# Convento del Piélago
El convento del Piélago es un convento en ruinas ubicado en la sierra de San Vicente, en la provincia española de Toledo.

## Historia
Fundado en 1687, perteneció a la orden de los Carmelitas Descalzos. El convento, ubicado en el término municipal de Hinojosa de San Vicente, existió como tal hasta la Primera Guerra Carlista, durante la que habría quedado arruinado. Aparece descrito en el decimotercer volumen del Diccionario geográfico-estadístico-histórico de España y sus posesiones de Ultramar de Pascual Madoz de la siguiente manera:

PIÉLAGO: conv. en la prov. de Toledo, part. jud. de Talavera de la Reina, térm. de Hinojosa de San Vicente: sit. al O. de la v. era sumamente rico. pes tenía muchas tierras labrantías, censos, una hermosa huerta de frutas, dos prados, una alameda, una magnífica viña, una brillante recua de mulos para transportar aceites á Bilbao y otros puntos, cargando al regreso otro género, y un pozo de nieve con privilegio de prohibir que en 15 leg. en contorno no hubiese otro: los productos de esta sola propiedad valian 80,000 rs. anuales: este pozo ha sido enagenado como de bienes nacionales, aunque la v. del Real prentende que debe ser suyo, porque así se acordó, si se disolviese la comunidad, segun escritura otorgada en Hinojosa á 16 de mayo de 1685: el conv. ha sido arruinado durante la pasada guerra civil.
(Madoz, 1849, p. 25)

Hoy en día está en ruinas.